# 赤腳阿元
《赤腳阿元》（日语：はだしのゲン）是日本漫画家中泽启治创作的漫画作品，主要內容為基于其作为广岛原子弹幸存者的经历。漫画讲述了日本战中及战后，主人公中冈的艰苦生活。
该漫画后改编成真人电影、动画电影、电视剧等作品。

## 内容简介
1945年（昭和20年）8月6日，美軍以原子彈轟炸廣島，當時年幼的中澤啓治與父母、胞姊、胞弟同住於廣島市中心。雖然中澤本人因到學校上學而逃過一劫，但父親與手足卻因此遇難，母親也因放射線傷害罹患骨癌。
《赤腳阿元》是一部自傳作品，漫畫中有許多情節都來自中澤啓治的真實經驗，不過也有與實際經驗不同的部分。例如原子彈投下時，阿元是小學二年級，而事實上中澤啓治當時為小學一年級；而原爆發生後，中澤本身並沒有親自目睹父親、姊姊和弟弟之死（而是由當時在場的母親轉述）；此外，中澤啓治也沒有親眼見證母親的死（漫畫中是在戰後不久過世，事實上母親於戰後20年後去世，中澤啓治當時人在東京）。
不過母親火葬時沒有留下遺骨這件事，不僅是真實發生的情節，也是個重要的契機，讓中澤啓治決定動筆畫下以廣島原爆為主題的漫畫。
故事後期則描寫終戰好幾年後的戰後情況，內容除了對昭和天皇、美軍及美國、警察預備隊（後來的陸上自衛隊）等等進行批判，也相當著墨於原爆日後留下的傷痕。
基於一些時代考證的錯誤或極左派的主張，確實有對本作內容、表現手法等抱持其他意見的聲音。不過《赤腳阿元》確實是作者中澤啓治根據自己的實際經驗，將原爆的悲劇、當時的時代背景、時代氛圍傳達出來，同時是兼具娛樂性質的一部作品，在國內外都相當受到好評，更曾改編為電影、戲劇、動畫、音樂劇、繪本、說書等等。根據goo於2010年6月的調查，獲選為「希望大家閱讀的日本史漫畫排行版」第一名。
單行本及文庫本的累積發行量，已超過1000萬本。面對於維也納召開、2007年5月50日開始的第一屆不擴散核武器條約（NPT）檢討會議，日本政府代表團決定將《赤腳阿元》的英文版送給簽約國。日本外務省接受了出版社給的30本英文版，據說此後會朝「漫畫外交」發展。

## 作品史
日本國內長銷40餘年，海外翻譯逾20多國版本，發行總量超過1000萬冊，全球最具影響力的經典反戰作之一，也是日本父母最希望帶著兒女共讀的漫畫，繁體中文版由遠足文化出版於2016年6月3日。
『週刊少年JUMP』
1972年中澤啓治於《月刊少年JUMP》（集英社）的首波漫畫家自傳企畫發表了自傳漫畫《我目睹了》（おれは見た），以該作品為基礎，充實腳色設定之後，1973年開始在《週刊少年JUMP》（集英社）第25期連載。中澤啓治為了原原本本的呈現自己的想法，創作過程中除了請妻子協助外，完全沒有雇用專屬的漫畫助手。
《週刊少年JUMP》在當時已開始採取讀者回函至上的經營方針，相當重視讀者回函的人氣票選，會依據回函結果對人氣低迷的作品進行腰斬（中斷連載）。而人氣連載作品《赤腳阿元》雖擁有一定的人氣，但不能算是非常受到孩子們的歡迎。不過當時的JUMP總編長野規，雖然打著讀者回函至上的方針，卻全盤地支持中澤啓治的連載，全力配合他的篇幅需求等等，讓連載持續了一年以上。然而石油危機所引起的紙張不足，讓《週刊少年JUMP》的總頁數減少，使得連載後期頻頻被迫休刊。最後，隨著一直以來支持著《赤腳阿元》的長野規的升遷，於1974年第39期結束了連載。關於連載結束這點，過去擔任責任編輯的山路則隆表示「由於當時已經達成了中澤老師開始連載時的目的，所以就讓連載結束」，據說是希望中澤啓治在《赤腳阿元》之後，連載一部路線截然不同的娛樂作品。
此外，也只有第一話得到卷頭彩頁的機會。1974年所舉辦的JUMP忠實讀者獎中，也只獲得了20名中的第13名，錯失了前10名可以刊登單篇作品的機會。
當時，集英社也沒有計畫發行單行本。關於這個決定，山路則隆表示當時能發行單行本的連載漫畫必須是相當有人氣的作品。而本作在連載當時並不能算是非常具有人氣的（因此未列入發行單行本的對象中）。
在本作眼看就要無法繼續發展下去的時候，朝日新聞記者橫田喬表明有興趣了解原爆議題，便拜訪中澤啓治的家，親眼拜讀了原稿，寫成了新聞。但是沒有書的話，再怎麼看新聞報導也沒意義，於是透過橫田記者的介紹，便決定交由汐文社出版單行本。1975年3月18日的朝日新聞晚報上，刊登了橫田撰寫的新聞，標題為「原爆劇畫，即將發行單行本」，遂於2個月後，即1975年5月，發行了由汐文社出版的全4集單行本。靠著這篇新聞和單行本的出版，本作受到極大的關注。就連大江健三郎也不顧當時漫畫被當做低俗作品的風氣，給予了《赤腳阿元》極高評價。在消費合作社的通路也被介紹為「好書」推薦。讀者就此從閱讀《JUMP》的青少年，拓展到成年人，成為暢銷作品。後來也靠著橫田的介紹，得到在刊物《市民》上繼續連載的機會。
在《週刊少年JUMP》上連載的內容，曾以〈麥子們 赤腳阿元戰後篇〉的名字刊登。
『市民』
《市民》並沒有成為穩定的連載環境，於1976年8月號休刊。之後便轉至日本共產黨體系的社論刊物《文化評論》上連載。
『文化評論』
日本共產黨秉持著「核均衡理論」，反對與他們政治主張不同的美國、英國擁有、開發核武，卻認同與他們政治立場相近的中華人民共和國、蘇聯擁有核武，對於核武的立場非常矛盾。不過自從中俄對立後，日本共產黨的論調又轉為全面性的否定核武，於是《赤腳阿元》正好成為他們絕佳的宣傳材料。然而最後連載還是遭到腰斬。
『教育評論』
日後，轉至日本教職員組合的教育機關報《教育評論》上繼續連載。在大多數的老師嚴格禁止漫畫進入校園的時代下，《赤腳阿元》成為唯一一部能正大光明在學校閱讀的漫畫，成功地打入了1980年代的孩子間的心中。1985年，隨著第一部的完結，結束連載。
後來讀賣新聞系列的出版社・中央公論新社發行了中公文庫漫畫版（全7集），將《週刊少年JUMP》的連載內容歸為第一部，而之後的內容為第二部。汐文社的珍藏版出了10集，雖然沒有特別區分，但1-4集為第一部、5-10集為第二部。兩者的不同如下：
- 第一部連載當時，沒有刊載各話的扉頁，而是直接一話一話接續下去，因此常有同一個場景重複的現象。此外第一部受到JUMP漫畫的規定，每本單行本都需要有副標。
- 第二部的畫風，經過時間經驗累積，和第一部有所不同，對白的字級也變大了，也不會有同一個場景重複的現象。

第10集的最後一頁寫著「第一部　完」，是由於作者原定繼續創作以東京為故事舞台的「第二部」。然而進入2000年後，糖尿病帶來的白內障病情惡化，於2009年9月15日正式公開表示「因視力銳減的關係，無法再畫出一格一格細膩的漫畫」，放棄繼續創作續篇的念頭。一開始中澤啓治與病魔抗爭，不放棄繼續作畫，硬是畫了2話的草稿，表明出版的決心。第二部的主題預計聚焦在被爆者所受到的差別待遇上。
《赤腳阿元》的原畫雖已在1994年廣島和平記念資料館東館設立時，交給廣島市管理，到了2009年12月8日，中澤啓治再度將所有的原畫等資料捐贈給資料館，並將所有權全權授與廣島市。其中也包含夢幻的第二部原畫。
保留下來的第二部原畫，共32頁，以照片的方式刊登在2013年出版的《「赤腳阿元」創作真實》（中央公論新社）上。

## 连载杂志
- 1973年第25期 - 1974年第39期 -《週刊少年JUMP》
- 1975年9月號 - 1976年8月號 -《市民》（左派雜誌）
- 1977年7月 - 1980年 -《文化評論》（日本共產黨機關刊物）
- 1982年4月 - 1985年 -《教育評論》（日本教職員組合的教育機關報）

## 作品评价
自1980年代開始，《赤腳阿元》成為一部會放在圖書館或中小學圖書室的漫畫，受到孩子們廣泛地閱讀。有人認為這是一部可以學習到「原爆」真實情況、能當作參考的漫畫作品。此外，除了戰爭主題，本作對戰時、戰後的風土民情、社會情勢的捕捉和描寫，也非常質樸又細膩。漫畫評論家吳智英認為「這些應來自作者中澤啓治的親身經歷，相信是他在廣島的所見所聞」。此外，他對於作者的左翼觀點，認為「儘管本作使用的是這樣質樸的政治語言，但依然紀錄下了和命運抗衡的軌跡」。

## 脚注、参考来源
1. ↑  . 2010-08-05. （原始内容存档于2016-04-10）.
2. ↑  . （原始内容存档于2021-04-28）.
3. ↑  中国新聞. . 2009-12-09. （原始内容存档于2009-12-14）.

## 関連条目
對民族主義的批評

轉型正義